# Автомагістраль G16 Даньдун–Шилін-Хото
Автомагістраль Даньдун–Шилін-Хото (кит.: 丹东—锡林浩特高速公路), позначається як G16 і зазвичай називається швидкісною магістраллю Дансі (кит.: 丹锡高速公路) — швидкісна дорога, що з'єднує міста Даньдун, Ляонін, Китай, і Шилін-Хото, Внутрішня Монголія. Після повного завершення буде 960 км у довжину.
Наразі швидкісна дорога завершена між Даньдуном і Байрін-Юці.